# Monoclona bicolor
Monoclona bicolor är en tvåvingeart som beskrevs av Günther Enderlein 1910. Monoclona bicolor ingår i släktet Monoclona och familjen svampmyggor. Inga underarter finns listade i Catalogue of Life.